# Garlieston
Garlieston, historisch auch Garliestown, schottisch-gälisch: Baile Gheàrr Lios, ist eine Ortschaft in der schottischen Council Area Dumfries and Galloway beziehungsweise der traditionellen Grafschaft Wigtownshire. Sie liegt rund acht Kilometer südöstlich von Wigtown an der Wigtown Bay an der Ostküste der Halbinsel The Machars.

## Geschichte
Im 12. Jahrhundert wurde mit der Cruggleton Church nahe der heutigen Ortschaft ein Kirchengebäude errichtet. Nachdem sein vorheriger Sitz einem Brand zum Opfer gefallen war, ließ Alexander Stewart, 6. Earl of Galloway zu Beginn der 1740er Jahre nahe der heutigen Ortschaft das Herrenhaus Galloway House erbauen. Auf seinem Anwesen befand sich zu dieser Zeit eine Ortschaft namens Carswell. Um seine Privatsphäre auszudehnen, veranlasste Stewart die Verlegung der Ortschaft. Das heutige Garlieston entstand als Plansiedlung zur Aufnahme der Bewohner von Carswell. Die Ortschaft entwickelte sich als Seehafen und mit der Segel- und Seilproduktion sowie dem Bootsbau siedelte sich entsprechendes Handwerk an. Des Weiteren wurde dem Fischfang nachgegangen.
Zwischen 1941 und 1944, zu Zeiten des Zweiten Weltkriegs, wurden die Mulberry-Häfen im Hafen von Garlieston ausprobiert und später zum Transport in die Normandie hergestellt.
Wurden im Laufe des 19. Jahrhunderts noch über 600 Einwohner in Garlieston gezählt, so war die Zahl bis 1971 auf 385 gesunken.

## Verkehr
Garlieston ist über eine Nebenstraße der A746 an das Fernstraßennetz angebunden. In der Vergangenheit stellte der Hafen einen bedeutenden Wirtschaftsfaktor dar. Regelmäßige Schiffsverbindungen bestanden unter anderem nach Glasgow, Liverpool sowie der Isle of Man. Mit der Wigtownshire Railway verlief ab 1876 eine Eisenbahnstrecke bis in den Hafen von Garlieston. Die Strecke wurde 1964 aufgelassen.

## Persönlichkeiten
- Robert Alexander Rankin (1915–2001), Mathematiker